# Места одржавања Летњих олимпијских и параолимпијских игара 2012
Простори за летње олимпијске и параолимпијске игре 2012. углавном су се налазили у граду домаћину Лондону, иако су неки други догађаји захтевали објекте који се налазе на другим местима. Између успешне понуде и самих Олимпијских и Параолимпијских игара, променило се неколико детаља и места.

## Спортски објекти
Игре 2012. користиле су мешавину новоизграђених објеката, постојећих објеката и привремених објеката, од којих су неки на добро познатим локацијама као што су Хајд парк и Парада коњске гарде. Неки од објеката се поново користе у свом олимпијском облику, док су други изграђени како би се или смањили или преместили на друго место у Великој Британији. Планови су имали за циљ да допринесу регенерацији Стратфорда у источном Лондону, где се налази Олимпијски парк и суседна долина Доње Ли.
Места у оквиру Великог Лондона подељена су у три зоне: Олимпијску зону, Речну зону и Централну зону. Поред ових, била су и места која се по нужди налазе ван граница Великог Лондона.

### Именовање
МОК има велики број великих спонзора за Олимпијске игре, који имају право да њихово име буде искључиво повезано са догађајем. Као последица тога, било којој другој компанији која је обезбедила спонзорство није било дозвољено да користи своје име или бренд током игара, што укључује као део назива било ког места. Тако су три олимпијска места привремено преименована за време трајања Игара:
- О2 Арена – Северни Гринич Арена
- Спортс Директ Арена – St James' Park
- Рико Арена – Стадион  City of Coventry

### Зона Олимпијског парка
Олимпијска зона је обухватала све објекте на површини 500 acres (2 km2) Олимпијски парк у Стратфорду. Овај парк је развијен на постојећем отпаду и индустријском земљишту, а удаљен је седам минута вожње олимпијским возом од центра Лондона. Парк се налази у следећем:
| Место                                | Спорт                                                                | Спорт                                     | Кап    | Ref.         |
| Место                                | Олимпијске                                                           | Параолимпијске                            | Кап    | Ref.         |
| ------------------------------------ | -------------------------------------------------------------------- | ----------------------------------------- | ------ | ------------ |
| Олимпијски центар за водене спортове | Скокови у воду, Mодерни петобој (пливање), Пливање, Синхроно пливање | Пливање                                   | 17,500 | [ 1 ] [ 2 ]  |
| Кошаркашка арена                     | Кошарка, Рукомет (рунде за медаљу)                                   | Рагби у колицима, Кошарка у колицима      | 12,000 | [ 2 ] [ 3 ]  |
| Велопарк                             | Бициклизам (BMX)                                                     | —                                         | 6,000  | [ 4 ]        |
| Eton Manor                           | —                                                                    | Тенис у колицима                          | 10,500 | [ 2 ] [ 5 ]  |
| Copper Box                           | Рукопет, Модерни петобој (fencing)                                   | Goalball                                  | 7,000  | [ 2 ] [ 6 ]  |
| Велопарк                             | Бициклизам (track)                                                   | Бициклизам (track)                        | 6,000  | [ 2 ] [ 7 ]  |
| Ривербанк арена                      | Хокеј на трави                                                       | Фудбал                                    | 16,000 | [ 2 ] [ 8 ]  |
| Oлимпијски стадион                   | Атлетика, Церемоније (отварања/затварања)                            | Атлетика, Церемоније (отварања/затварања) | 80,000 | [ 2 ] [ 9 ]  |
| Ватерполо арена                      | Ватерполо                                                            | —                                         | 5,000  | [ 2 ] [ 10 ] |

1: - Као део ВелоПарка Лее Валлеи
2: - Хокејашки објекти премештени у Етон Манор
- Олимпијско село, са смештајем за све спортисте и функционере тимова (укупно око 17.320 кревета). После игара, село ће постати део развоја Стратфорд Цитија, више милијарди фунти вредног развојног пројекта на некадашњој железничкој робној станици источно од Олимпијског парка. (Акредитовани технички званичници – судије, судије, итд. – смештени су у хотелском простору у Лондон Доцкландс ).
- Олимпијски центри за штампу и емитовање.
- Парк Ливе У срцу Олимпијског парка краљице Елизабете, Парк Ливе је био место уживо које је примало преко 15.000 гледалаца и посетилаца парка. Са два огромна екрана која емитују пренос утакмица уживо и позорницом за презентацију која је угостила интервјуе спортиста и гостију, то је било пето по величини место на Олимпијском парку у Лондону 2012. и први пут да је сајт овог типа икада направљен унутар Олимпијског парка.

Првобитни план предвиђао је изградњу пет нових затворених арена, четири у Олимпијском парку и једну у зони реке (види доле). У циљу уштеде ово је смањено на два. Постојећа места у Ерлс Корту и Вембли арени додата су плановима, а разни спортови су измешани како би то било могуће.
Сама изградња Олимпијског парка почела је 2006. године, а Марфи Група је доделила уговор да уклони далеководе који су прелазили преко локације и да их премести у тунел који ће бити ископан испод локације. Компаније за грађевинарство Моррисонс и Нутталлс су именоване да преузму радове на рушењу и санацији земљишта, под руководством пројекта ВС Аткинс. Темпо овога је убрзан затварањем путева који прелазе Олимпијски парк у јуну 2007. Фазом изградње Олимпијског парка руководио је ЦЛМ, конзорцијум који чине ЦХ2М Хилл, Лаинг О'Роурке и Маце. Овај конзорцијум је званично назван Деливери Партнер, ОДА. Најранија изградња објеката почела је у априлу 2008. са почетком главне изградње Олимпијског стадиона од стране Меклапајна, а оближњи енергетски центар ће изградити ЕДФ Енерги. Радови на Центру за водене спортове почели су касније исте године. Током фазе изградње очекује се да ће радна снага на лицу места достићи максимум од 9.000 оперативаца. Несреће током изградње објеката нису довеле до смртних случајева - једини пут се то догодило у историји олимпијске изградње.

### Речна зона
Речна зона има четири главна места у области капије Темзе која се простире уз реку Темзу:
| Место одржавања                | Спортс                                                            | Спортс                                                                                     | Капацитет                     | Реф.         |
| Место одржавања                | Олимпијске игре                                                   | Параолимпијске игре                                                                        | Капацитет                     | Реф.         |
| ------------------------------ | ----------------------------------------------------------------- | ------------------------------------------------------------------------------------------ | ----------------------------- | ------------ |
| Ексел                          | бокс, мачевање, џудо, стони тенис, теквондо, дизање тегова, рвање | Боћање, џудо, дизање снаге, стони тенис, одбојка (седеће), мачевање у инвалидским колицима | од 5.000 до 10.000            | [ 2 ] [ 12 ] |
| Гринички Парк                  | Коњички, модерни петобој (јахање, трчање, пуцање)                 | Екуестриан                                                                                 | 23.000 (ОГ) </br> 6.000 (ПГ)  | [ 2 ] [ 13 ] |
| О2 Арена                       | Кошарка (финале), гимнастика (уметничка, трамполина)              | Кошарка у инвалидским колицима                                                             | 20.000 (ОГ) </br> 18.000 (ПГ) | [ 2 ] [ 14 ] |
| Краљевска артиљеријска касарна | Стрељаштво                                                        | Стреличарство, пуцање                                                                      | 7.500 (ОГ) </br> 5.000 (ПГ)   | [ 2 ] [ 15 ] |

У почетном плану за Речну зону, привремени објекат капацитета 6.000 седишта који би се звао Нортх Греенвицх Арена 2 је требало да буде изграђен поред О2 за одржавање догађаја у бадминтону и ритмичкој гимнастици. Међутим, цена је довела до предлагања алтернатива, што је на крају довело до отказивања арене и пребацивања планираних догађаја на Вембли арену.

### Централна зона
| Место одржавања                             | Спортс                             | Спортс              | Капацитет      | Реф.   |
| Место одржавања                             | Олимпијске игре                    | Параолимпијске игре | Капацитет      | Реф.   |
| ------------------------------------------- | ---------------------------------- | ------------------- | -------------- | ------ |
| Свеенглески клуб за тенис на трави и крокет | Тенис                              | —                   | 30.000         | [ 17 ] |
| Ерлкортски сајам                            | одбојка (у дворани)                | —                   | 15.000         | [ 18 ] |
| Гардијски коњички мањеж                     | одбојка (на плажи)                 | —                   | 15.000         | [ 19 ] |
| Хајд парк                                   | Пливање (маратон), триатлон        | —                   | 3,000          | [ 20 ] |
| Лордов терен за крикет                      | Стрељаштво                         | —                   | 6,500          | [ 20 ] |
| Маратонска стаза                            | Атлетика (маратон и тркачка шетња) | атлетика (маратон)  | Није на листи. | [ 21 ] |
| Вембли Арена                                | бадминтон, гимнастика (ритмичка)   | —                   | 6.000          | [ 22 ] |
| Вембли стадион                              | Фудбал                             | —                   | 90.000         | [ 23 ] |

Мушка и женска вожња на хронометар у друмском бициклизму одвијала су се на посебно постављеним стазама са почетком и циљем у Хамптон Цоурт Палаце-у.

### Фудбалски стадиони
Раније фазе олимпијског фудбалског такмичења играле су се на фудбалским стадионима широм Уједињеног Краљевства поред стадиона Вембли. Оба финала (мушко и женско) одржана су на стадиону Вембли:
| Места                    | Локација                  | Капацитет | Реф.   |
| ------------------------ | ------------------------- | --------- | ------ |
| Стадион Цити of Цовентри | Ковентри, Енглеска        | 32,500    | [ 25 ] |
| Хампден Парк             | Глазгову, Шкотска         | 52.000    | [ 26 ] |
| Миленијум стадион        | Кардиф, Велс              | 74,600    | [ 27 ] |
| Олд Траффорд             | Манчестер, Енглеска       | 76.000    | [ 28 ] |
| Ст Јамес' Парк           | Њукасл на Тајну, Енглеска | 52,409    | [ 29 ] |
| Вембли стадион           | Лондон, Енглеска          | 90.000    | [ 23 ] |

## Транспорт и инфраструктура
Јавни превоз, аспект понуде који је био лош у почетној оцјени МОК-а, доживио је бројна побољшања, укључујући проширење линије источног Лондона, надоградње лаке жељезнице Доцкландс и линије сјеверног Лондона, те нове брзе олимпијске Услуга копља.
Готово је немогуће проценити колико би се од предложених побољшања догодило у сваком случају. Игре су добијене без обавезе да се испоручи Цроссраил до 2012. године. Ово је био највећи транспортни пројекат предложен за Лондон, а у раним фазама процеса надметања се широко претпостављало да се игре не могу добити без гаранције да ће бити завршене пре игара.
Током игара, 80% спортиста је унутар 20 минута од својих догађаја, а 97% је унутар 30 минута од својих догађаја. Очекује се да ће све планиране националне железнице, лаке железнице и подземне услуге заједно испоручити око 240 возова сваког сата.  Олимпијски волонтери и особље преузели су униформе и акредитације у Униформном дистрибутивном и акредитационом центру.

## Олимпијско и параолимпијско село
Потешкоће које су искусили програмери Ленд Леасе у прикупљању средстава за село (највећи појединачни пројекат у шеми из 2012.) довели су до смањења обима села за скоро 25%. Ово је постигнуто претежно обезбеђивањем смештаја само за спортисте из Лондона. Они који се такмиче на догађајима ван Лондона требало је да буду смештени негде другде. Након искустава спортиста у Пекингу 2008. (а посебно кроз коментаре председника Међународног олимпијског комитета Жака Рога у вези са добробити спортиста), овај компромис је требало поново да се размотри док се стварао притисак да се финансијски споразум реши.

## Промене првобитне понуде
Планирано је да Риџентс парк буде домаћин догађаја софтбола и бејзбола, али је МОК одлучио да не води те догађаје.
Виндзор Парк у Белфасту, Северна Ирска, укључен је као фудбалско место у упитник МОК-а поднет 2004. године, али искључен из коначног досијеа кандидатуре.
Дана 7. јуна 2006. објављен је ревидирани мастер план за Олимпијски парк. Најзначајнија промена је била измештање одбојкашких догађаја из нове Олимпијске арене на постојеће место Еарлс Цоурт, које се налази неколико миља западно. Ревизија је такође укључивала реорганизацију парка у коме су поред Центра за штампу и емитовање били смештени терени за кошарку, бициклизам, мачевање, тенис и хокеј на трави. Овај потез је осмишљен да уклони потребу за пресељењем 80 предузећа и да обезбеди кохерентније наслеђе за спортске објекте.
Друга промена је била премештање догађаја у бадминтону и ритмичкој гимнастици у Арену Вембли на северозападу Лондона, уместо предложеног новог места у близини Арене Северни Гринич.
Два места која ће се развијати изван централног Лондона такође су измештена са првобитних локација за подношење понуда. Место одржавања кануа у Броксборну је маргинално поново постављено након открића (у октобру 2007.) да је предложена локација у Спиталбруку контаминирана,  док је у фебруару 2008. године Веалд Цоунтри Парк сматран недовољно изазовним за елитни брдски бициклизам. У августу 2008. године објављено је да ће ревидирано место бити на фарми Хадлеигх, такође у Есексу.
У августу 2009. године, Вила Парк је повучен са листе места за фудбалско такмичење, због неизвесности у вези са плановима Астон Виле за реконструкцију стадиона, и замењен је стадионом Цити of Цовентри у Ковентрију.